# Trentepohlia pictipennis
Trentepohlia pictipennis är en tvåvingeart som beskrevs av Mario Bezzi 1916. Trentepohlia pictipennis ingår i släktet Trentepohlia och familjen småharkrankar. Inga underarter finns listade i Catalogue of Life.